# تلمبه بلبلوییه
تلمبه بلبلوییه یا جمال‌آباد یا جمال‌آباد علیا روستایی در دهستان ماهان واقع در بخش ماهان شهرستان کرمان در استان کرمان ایران است. این روستا بر اساس سرشماری سال ۱۳۸۵، ۶ خانوار و ۱۲ نفر جمعیت داشته‌است.